# Alexandru Sturdza
El Príncipe Alexandru Sturdza (Александр Скарлатович Стурдза; Iași, Moldavia, 18 de noviembre de 1791- Odessa, 13 de junio de 1854) era un publicista y diplomático ruso de origen de rumano. En sus escritos, se refiere a sí mismo con el nombre en francés Alexandre Stourdza.

## Primeros años
Alexandru Sturdza era un miembro de la familia Sturdza, nacido en Jassy, en Moldavia, hijo de Scarlat Sturdza, Gobernador de Bessarabia y la Princesa Ekaterina Mourousis, hija de Constantine Mourouzis, Príncipe de Moldavia. A través de su madre está relacionado con todas las familias griegas Fanariotas. Alexandru Sturdza era hermano de Roxandra Edling-Sturdza y primo de Mihail Sturdza, Príncipe de Moldavia de 1834 a 1849. Después de que su familia huyera a Bessarabia en 1802 para evitar la represión del Imperio Otomano, fue educado en Alemania y Rusia.

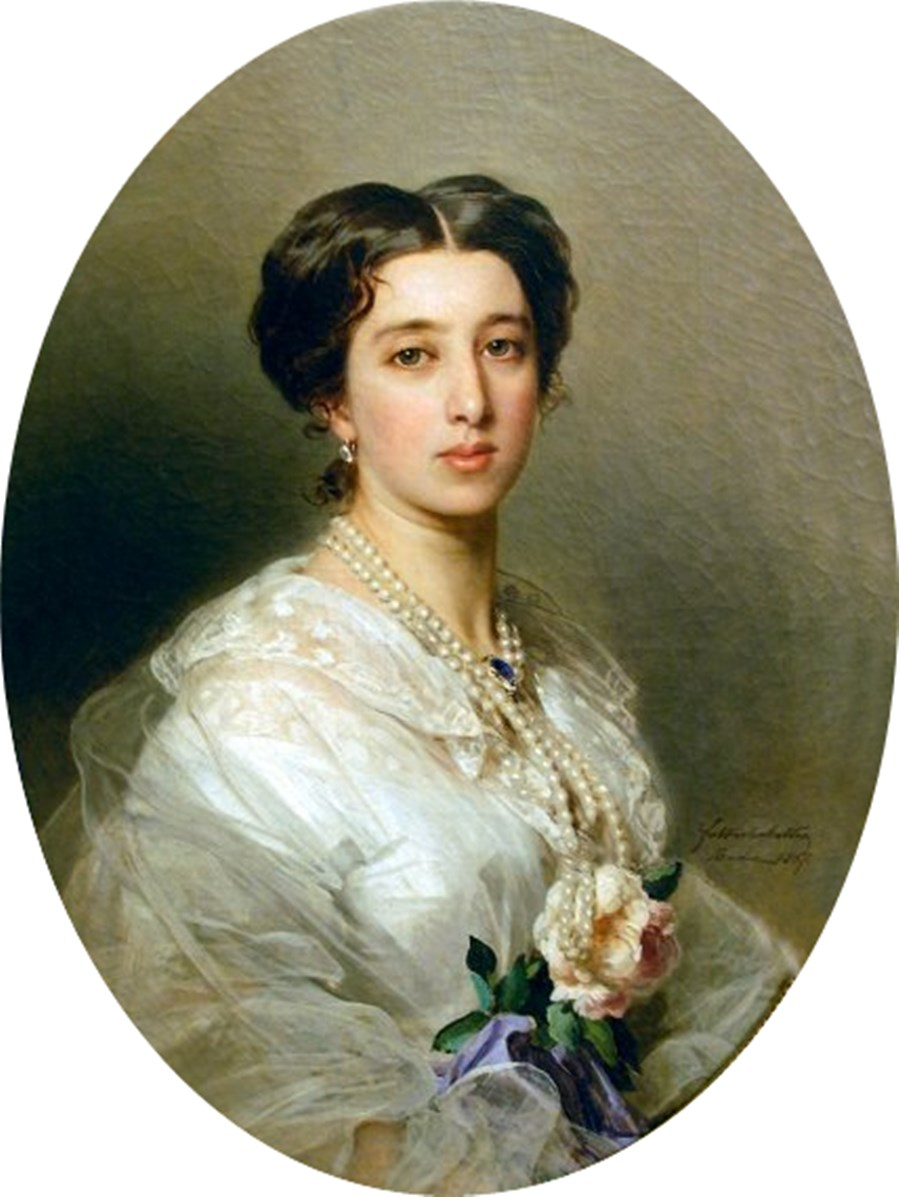
Retrato de la Princesa Maria Gagarin, la única hija de Alexander Sturdza, por Winterhalter. Sus descendientes se conocieron como Príncipes Gagarin-Sturdza.

## Vida más tardía
Entró en el servicio diplomático ruso en 1809 y actuó como secretario de Ioannis Kapodistrias durante el Congreso de Viena. Bajo este cargo, redactó la primera versión del tratado de la Alianza Santa, de las notas manuscritas del Zar Alejandro I. Debido a sus orígenes griegos y su amistad con Ioannis Kapodistrias, fue un gran soporte del Filhellenismo antes y durante la Guerra griega de Independencia. Junto con su hermana Roxandra  patrocinó actividades filantrópicas para ayudar a los refugiados de guerra griega. Se retiró a Odessa en 1830, donde se dedicó a sus obras literarias.

## Vida personal
En 1819 se asentó en Dresden y se casó con Elisabeth, hija del médico Christoph Wilhelm Hufeland. Tuvieron un hijo y una hija:
- Principe Nicolae Sturdza (muerto en 1832) casado con la Princesa Maria Rosetti-Roznovanu y padre de la Princesa Pulcheria Sturdza (1831-1874) (casada con Keșco), abuelo de la Reina Natalie de Serbia (1859-1941) y bisabuelo del Rey Alejandro I de Serbia (1876-1903). Sus dos otras hijas eran la Princesa Ekaterina Muruzi y la Princesa Zoe Cantacuzino.

- Princesa Maria Sturdza (1821-1890) casada con el Príncipe Eugen Gagarin y era progenitora de la Casa Gagarin-Sturdza.

## Trabajos
Se esforzó en desarrollar una forma renovada del cristianismo ortodoxo y en promoverlo en Europa Occidental, escribiío Considérations sur la doctrina et l'esprit de l'Église orthodoxe (Stuttgart, 1816).
Su Mémoire sur l'état actuel de l'Allemagne, escrita por la petición del Zar Alejandro I durante el Congreso de Aquisgran, era un ataque a las universidades alemanas, repetido en Golpe d'oeil sur les universites de l'Allemagne (Aachen, 1818). Despertó una gran indignación en Alemania, que ha sido atribuida a la ligereza con qué acusó el carácter nacional alemán y catalogaba las universidades como semilleros del espíritu revolucionario y del ateísmo. Sus otros trabajos importantes son La Grèce en 1821 (Leipzig, 1822) y Oeuvres posthumes religieuses, historiques, philosophiques et litteraires (5 vols., París, 1858-1861).